# Cape Breton (otok)
Cape Breton je otok v severnem Atlantskem oceanu, ki leži ob kanadski obali, na vzhodnem robu zaliva sv. Lovrenca. Otok nepravilne oblike meri približno 175 km po daljši in 135 km po krajši stranici, s površino malo čez 10.000 km² je eden večjih kanadskih otokov in 77. največji otok na svetu. Administrativno spada pod provinco Nova Škotska. Na jugozahodu ga ozek preliv Canso loči od celine, severno od njega, na drugi strani Cabotovega preliva, pa leži Nova Fundlandija.
Površje je hribovito, z najvišjimi predeli na severu, ki dosežejo 532 m nadmorske višine, večino osrednjega dela pa zavzema delno slano jezero oz. notranje morje Bras d'Or, ki predstavlja plovno pot in omogoča naselitev notranjosti. Na otoku živi približno 136.000 ljudi (po popisu leta 2011), kar je petina prebivalstva Nove Škotske, večina teh v industrializiranem območju grofije Cape Breton, ki obsega največje mesto Sydney ter okoliška naselja. Pretežen del prebivalcev je škotskega porekla, kar se odraža v kulturi. Zgodovinsko je glavna gospodarska panoga rudarstvo, ki pa je pričelo usihati, ko so bile najdostopnejše zaloge premoga izčrpane, zato število prebivalstva že dlje časa upada. V zadnjem času se intenzivneje razvijata papirna in naftna industrija, ribištvo ter turizem. Od leta 1955 je otok povezan s celino prek nasipa, prek katerega potekata navezavi na kanadsko avtocestno in železniško omrežje.

## Zgodovina
Otok naj bi že v 15. stoletju poznali baskovski ribiči, od katerih verjetno izvira ime (izvorni Cape Breton je v bližini kraja Bayonne na skrajnem jugozahodu današnje Francije). Francozi so ga priključili svoji koloniji Acadii in ga poimenovali Île Royale (»Kraljevi otok«), a je bil strateško nepomemben. Ko so  po utrechtskih sporazumih v začetku 18. stoletja prepustili Acadio Britancem, je Cape Breton ostal francoski, takrat so na njem zgradili impozantno trdnjavo. Kljub temu so ga kasneje zavzeli Britanci in ga ob koncu sedemletne vojne tudi formalno prevzeli po določilih pariške mirovne pogodbe.
Tja so se pričeli naseljevati lojalisti po porazu v ameriški vojni za neodvisnost, kmalu pa so jih izrinili številčni škotski naseljenci. Sredi 19. stoletja so odkrili in pričeli izkoriščati bogate zaloge premoga. Pri vasi Baddeck ob severni obali jezera Bras d'Or je konec 19. stoletja odkupil posestvo izumitelj  Alexander Graham Bell in si tu postavil laboratorij. Ta je zdaj ohranjen kot muzej.